# Моринци
Моринци (на украински: Моринці) е село с около 1400 жители в Централна Украйна. Административно е част от Звенигородски район на Черкаска област.
Селото е известно като родно място на украинския национален поет Тарас Шевченко. Родната му селска къща е възстановена и функционира като музей.

## География
Селото се намира на около 20 км северно от районния център Звенигородка и на около 70 км югозападно от областния център Черкаси.